# Fuente-Álamo
Fuente-Álamo község Spanyolországban, Albacete tartományban. Lakosainak száma 2417 fő (2024).

## Földrajza
Fuente-Álamo Ontur, Tobarra, Chinchilla de Monte-Aragón, Pétrola, Corral-Rubio, Montealegre del Castillo és Jumilla községekkel határos.

## Népesség
A település lakosságának változását az alábbi diagram mutatja:
| Lakosok száma | 2504 | 2707 | 2776 | 2716 | 2643 | 2652 | 2574 | 2489 | 2447 | 2417 |
|               | 2001 | 2004 | 2006 | 2009 | 2011 | 2014 | 2016 | 2019 | 2021 | 2024 |